# Sesotho
Sesotho (även: sotho eller sydsotho) är det officiella språket i Lesotho och ett av Sydafrikas elva officiella språk. Det talas av omkring 3,1 miljoner människor i Lesotho och Sydafrika, och uppskattningsvis 5,6 miljoner över hela världen.
Precis som alla bantuspråk är sesotho ett agglutinerande språk, som använder många affix och derivat- och inflexionsregler för att bygga kompletta ord.
Språket anses vara livskraftigt och dess närmaste släktspråk är nordsotho och venda.

## Fonologi

### Konsonanter
|             |             | Bilabial | Labiodental | Labio-prepalatal | Apikodental | Alveolar | Apiko-prepalatal | Palatal | Lateral | Mediopalatal | Velar | Uvular | Glottal |
| ----------- | ----------- | -------- | ----------- | ---------------- | ----------- | -------- | ---------------- | ------- | ------- | ------------ | ----- | ------ | ------- |
| Klusil      | Oasp.       | p \| b   |             |                  |             | t \| d   |                  |         | tl      |              | k     |        |         |
| Klusil      | Asp.        | pʰ       |             |                  |             | tʰ       |                  |         | tlʰ     |              | kʰ    |        |         |
| Frikativ    | Frikativ    |          | f           | fʃ               |             | s        |                  | ʃ \| ʒ  | ɬ       |              | x     | ʀ      | h ~ ɦ   |
| Affrikat    | Oasp.       |          |             | pʃ \| bʒ         |             | ts       |                  | ʧ \| ʤ  |         |              |       |        |         |
| Affrikat    | Asp.        |          |             | pʃʰ              |             | tsʰ      |                  | ʧʰ      |         |              | kxʰ   |        |         |
| Nasal       | Nasal       | m        |             |                  |             | n        |                  | ɲ       |         |              | ŋ     |        |         |
| Tremulant   | Tremulant   |          |             |                  |             | r        |                  |         |         |              |       |        |         |
| Approximant | Approximant | w        |             |                  |             |          |                  | j       | l       |              |       |        |         |
| Klickljud   | Norm.       |          |             |                  | ǀ           |          | !                |         |         | ǁ            |       |        |         |
| Klickljud   | Nasal       |          |             |                  | ŋǀ          |          | ŋǃ               |         |         | ŋǁ           |       |        |         |
| Klickljud   | Asp.        |          |             |                  |             |          | ǃʰ               |         |         |              |       |        |         |

Källa:

### Vokaler
|              | Främre | Central | Bakre |
| ------------ | ------ | ------- | ----- |
| Sluten       | i      | ɨ \| ʉ  | u     |
| Mellansluten | e      |         | o     |
| Mellanöppen  | ɛ      |         | ɔ     |
| Öppen        |        | ɑ       |       |

Källa: